# Landerneau
Landerneau (bretonisch Landerne) ist eine französische Gemeinde im Département Finistère in der Region Bretagne mit 16.327 Einwohnern (Stand: 1. Januar 2022). Sie gehört zum Arrondissement Brest und ist Verwaltungssitz des Gemeindeverbands Communauté d’agglomération du pays de Landerneau-Daoulas. Das Bureau centralisateur des gleichnamigen Kantons befindet sich in der Stadt. Die Bewohner werden Landernéens und Landernéennes genannt.
Die Gemeinde erhielt 2023 die Auszeichnung „Drei Blumen“, die vom Conseil national des villes et villages fleuris (CNVVF) im Rahmen des jährlichen Wettbewerbs der blumengeschmückten Städte und Dörfer verliehen wird.
Im Februar 2016 war Landerneau eine von 13 Gemeinden, die der Stufe 3 der Charta Ya d’ar brezhoneg zur Förderung der bretonischen Sprache angehörten.

## Geografie

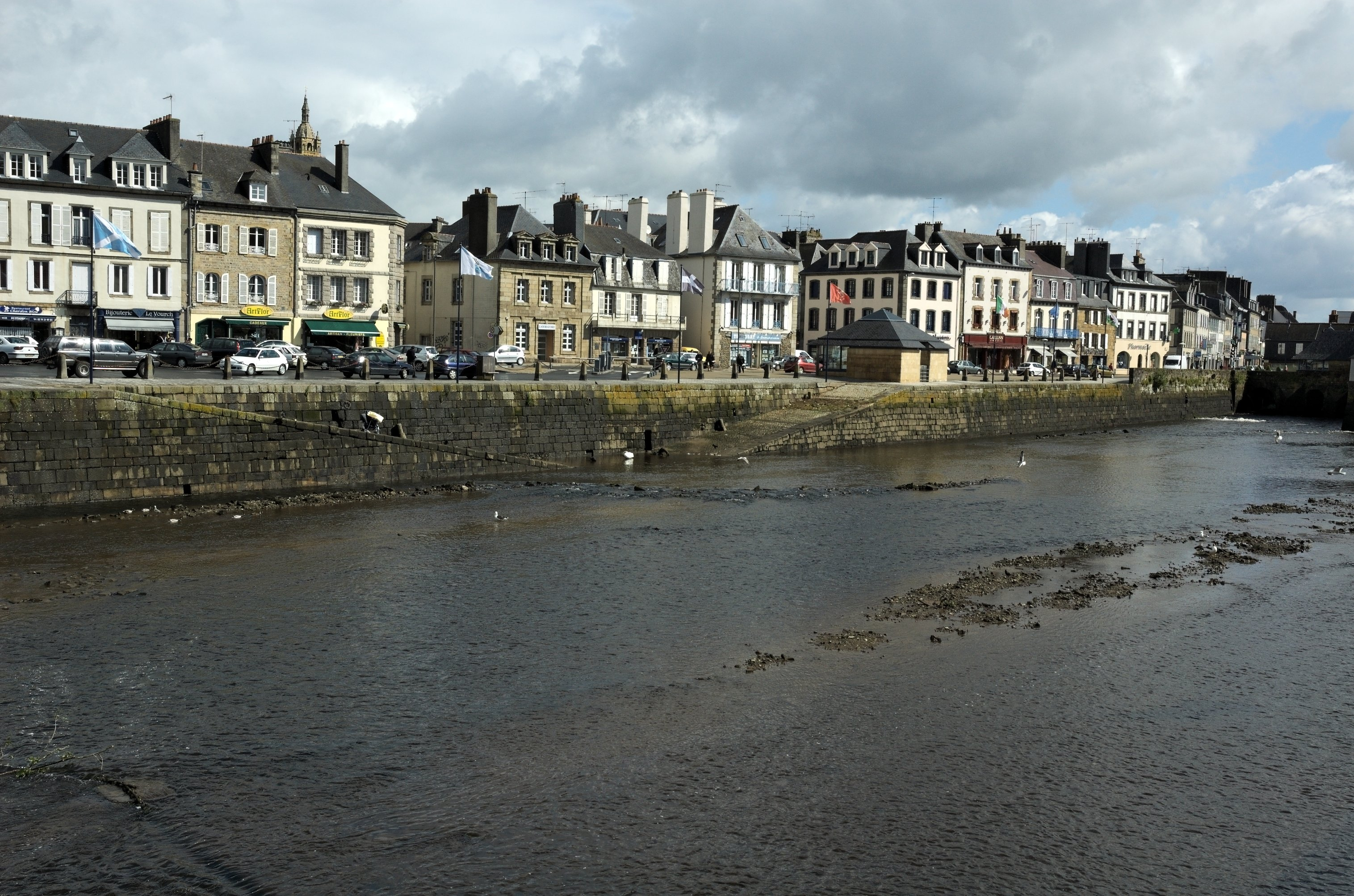
Der Élorn bei Landerneau bei Niedrigwasser

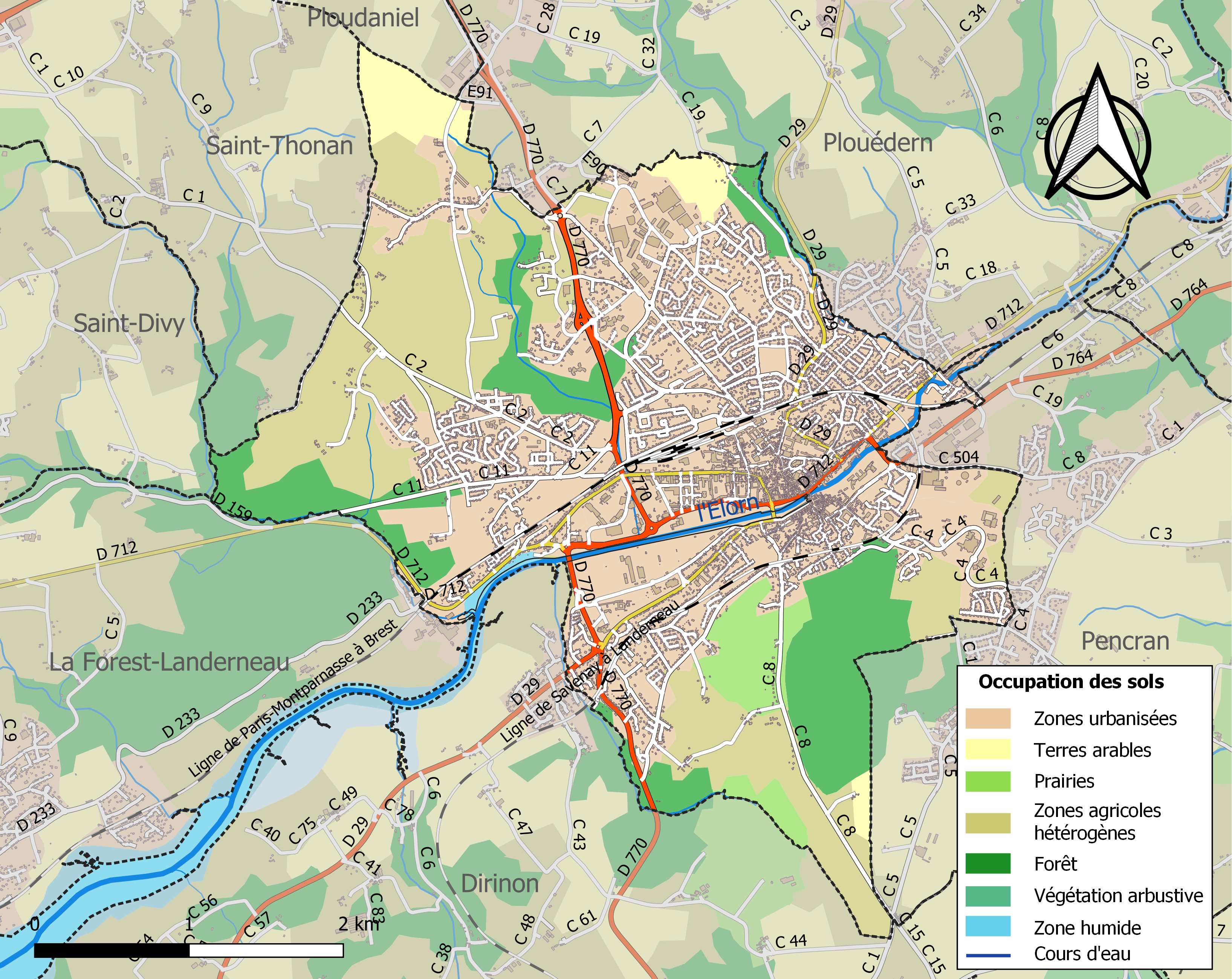
Bodennutzung, Hydrografie und Infrastruktur der Gemeinde (2018)

Landerneau befindet sich in der historischen Provinz Pays de Léon, etwa 18 Kilometer nordöstlich von Brest. Die Gemeinde liegt am Küstenfluss Élorn, der bis Landerneau schiffbar ist und dessen Ästuar hier beginnt und in die Rade de Brest mündet.
Das Gebiet von Landerneau ist Teil des Natura 2000-Schutzgebiets „Rivière Elorn“ (FR5300024) und von zwei ZNIEFF-Naturzonen. Die Gemeinde zeichnet sich durch einen hohen Anteil urbanisierter Zonen aus (etwa 43 % in 2018), heterogene landwirtschaftliche Gebiete betragen fast ein Viertel der Fläche der Gemeinde, etwa 14 % sind bewaldet.
Umgeben wird Landerneau von den sieben Nachbargemeinden:
| Ploudaniel                 | Plouédern                                   |         |
| Saint-Thonan Saint-Divy    | Kompassrose, die auf Nachbargemeinden zeigt | Pencran |
| La Forest-Landerneau Élorn | Dirinon                                     |         |

## Geschichte
Landerneau (Lan-Ternoc) kommt vom bretonischen „lann“ (Einsiedelei) und vom Saint Terneau oder Saint Ternoc oder Saint Ernoc, der dort um 650 eine Einsiedelei gründete, die zu „Lann-Ternoc“ wurde.
Dort wird eine Burg errichtet, die später zum Landsitz als Apanage der Seigneurs von Léon wird. In einer Schenkungsurkunde von Hervé de Léon an die Abtei Saint-Mathieu aus dem Jahr 1206 ist vom „Chastel de Landergneau“ die Rede. Landerneau wird auch im Jahr 1280 in einem Lettres patentes erwähnt, in dem es um die Beschlagnahme von Besitztümern von Guillaume du Rusquec, Stallmeister von Roche-Maurice, geht.
Als sich Frankreich im Zweiten Weltkrieg unter deutscher Besatzung befand, begann in Landerneau am 21. August 1944 die US-amerikanische Militäroperation zur Befreiung von Brest.

## Bevölkerungsentwicklung
| Jahr                     | 1962   | 1968   | 1975   | 1982   | 1990   | 1999   | 2006   | 2013   | 2020   |
| Einwohner                | 11.834 | 12.781 | 14.541 | 14.882 | 14.269 | 14.281 | 14.927 | 15.443 | 16.025 |
| Quellen: EHESS und INSEE |        |        |        |        |        |        |        |        |        |

## Sehenswürdigkeiten
- Die Pfarrkirche Saint-Houardon wurde im 16. Jahrhundert am Ufer des Elorn neu gebaut, 1604 um eine Südvorhalle erweitert und 1858 dank der Finanzierung durch Kaiser Napoleon III. in das Stadtzentrum verlegt. Sie birgt zahlreiche Ausstattungsgegenstände, die in der Base Palissy gelistet sind, darunter eine große Anzahl, die als Monument historique der beweglichen Objekte klassifiziert sind. Ihr Glockenturm und das südliche Eingangsportal sind seit 1916 als Monument historique klassifiziert.
- Von der Kirche Sainte-Beuzit in Beuzit-Conogan aus dem 16. Jahrhundert ist nach dem Abriss im Jahre 1823 nur noch der Glockenturm mit doppelter Galerie an der Westfassade übrig geblieben, der von einem Helm gekrönt wird und zu einem charakteristischen Typus der bretonischen Kunst aus dem Pays de Léon gehört. Der Glockenturm ist seit 1925 als Monument historique eingeschrieben.
- Die Kirche Saint-Thomas-de-Cantorbéry scheint größtenteils aus dem Anfang des 16. Jahrhunderts zu stammen. Der Bau des Glockenturms begann im Jahr 1607. Sie birgt ebenfalls zahlreiche Ausstattungsgegenstände, die in der Base Palissy gelistet sind, darunter eine große Anzahl, die als Monument historique der beweglichen Objekte klassifiziert sind. Die Kirche selbst ist seit 1932 als Monument historique eingeschrieben.
- Das ehemalige Kapuzinerkloster stellt als Ganzes (Kreuzgang, Kapelle und Klostergebäude) eines der interessantesten Denkmäler von Landerneau dar. Der Innenhof und der Kreuzgang wurden Ende der ersten Hälfte des 17. Jahrhunderts erbaut und haben es geschafft, ihr ursprüngliches Aussehen im Laufe der Zeit zu bewahren, ohne dass Änderungen vorgenommen werden mussten. Der Kreuzgang ist seit 1970 als Monument historique klassifiziert, restliche Teile (Klosterkapelle, Klostergebäude und Garten) seit 1970 als Monument historique eingeschrieben.
- Das ehemalige Beinhaus Saint-Thomas datiert aus dem 17. Jahrhundert und ist seit 1925 als Monument historique eingeschrieben.
- Die Brücke über den Élorn, die Pont de Rohan, ist eine der wenigen noch heute bestehenden mit Häusern bebauten Brücken Europas. Erste Erwähnungen dieser Brücke stammen aus dem Jahre 1336 aus Anlass der Gründung eines Hospitals am Anfang der Brücke, im Jahr 1510 wurde sie aus Ziegeln neu errichtet. Die Fassaden eines Hauses aus dem 17. Jahrhundert ist seit 1929 als Monument historique klassifiziert, seit 1922 sind die restlichen Partien ebenfalls klassifiziert.
- Mehrere Häuser aus dem 16. und 17. Jahrhundert sind in Teilen oder in Gänze als Monument historique klassifiziert oder eingeschrieben.
- Das ursprüngliche Herrenhaus stammt aus dem 15. Jahrhundert. Das Schloss Le Chef-du-Bois wurde 1662 nach einem U-förmigen Plan neu gebaut. Ende des 17. Jahrhunderts wurde eine Erweiterung beantragt. Das Projekt wurde aus Kostengründen nur teilweise durchgeführt (Abriss des Ostflügels; Umwandlung des Daches in ein Mansarddach; wahrscheinlich der Beginn eines Gartens, von dem ein Teich übrig geblieben ist). Die Kapelle wurde 1777 hinzugefügt. Die Zugangsallee und die ehemalige große Allee sind seit 1992 als Monument historique eingeschrieben.

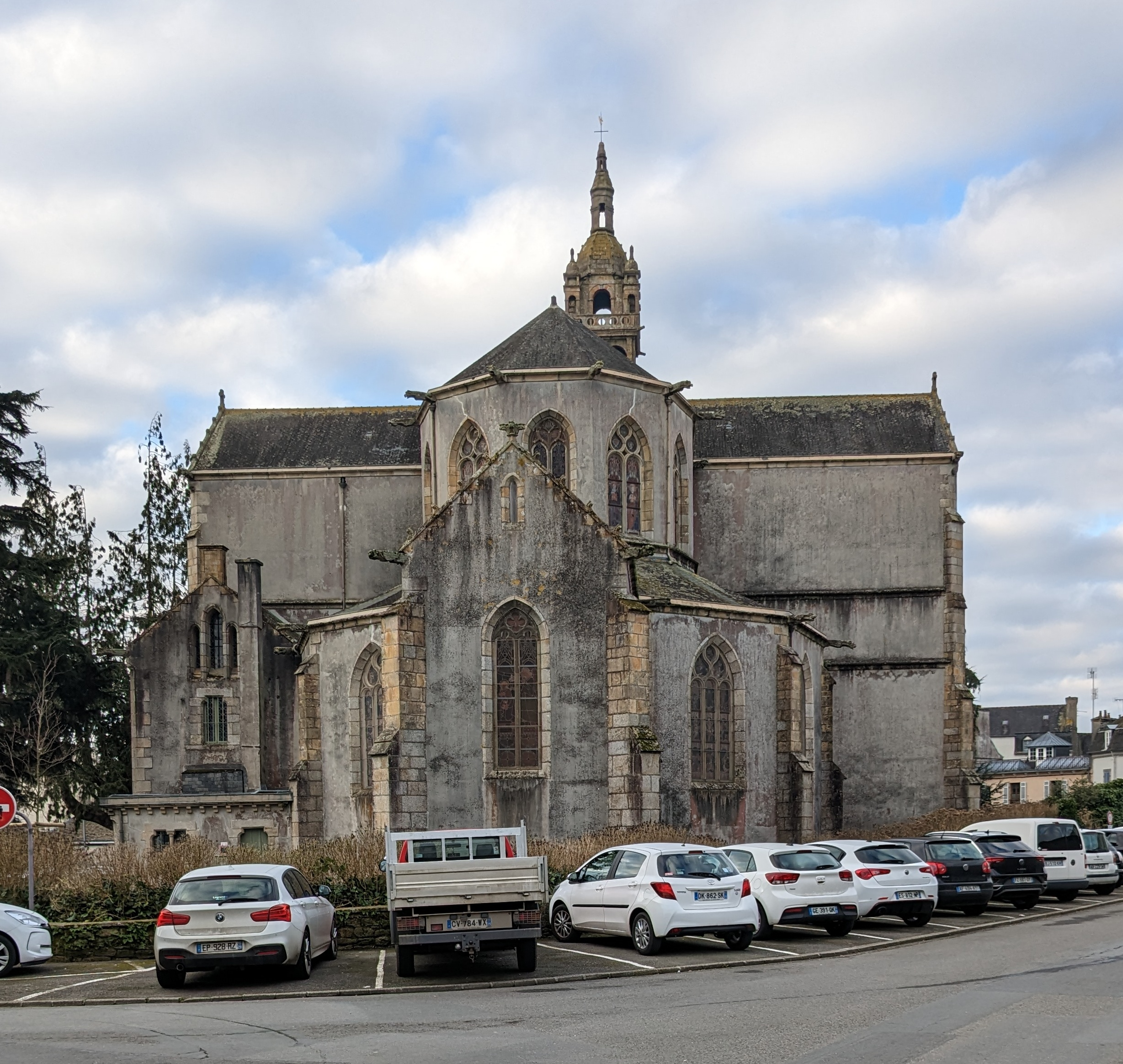
Pfarrkirche Saint-Houardon, Apsis
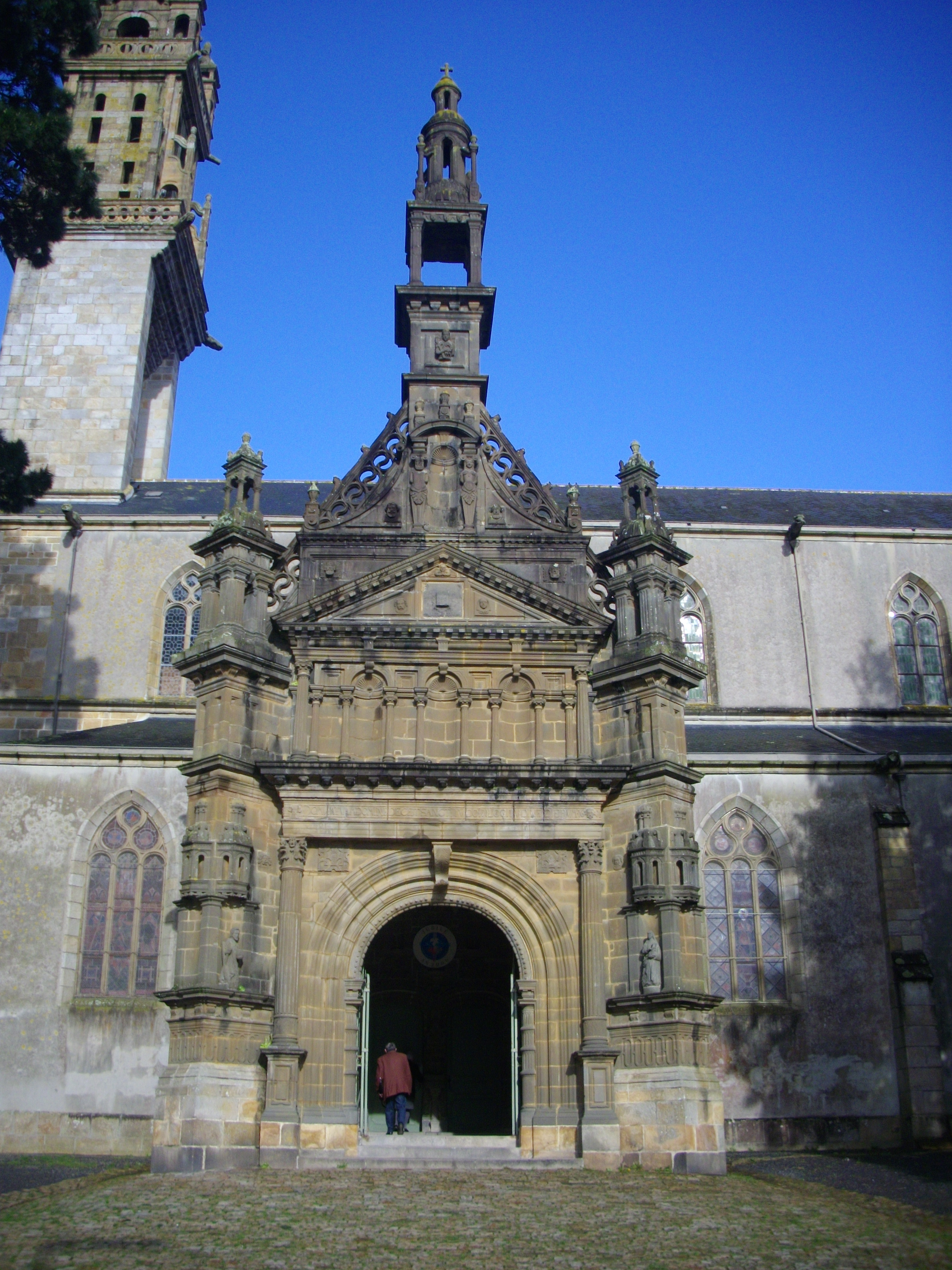
Pfarrkirche Saint-Houardon, Südportal
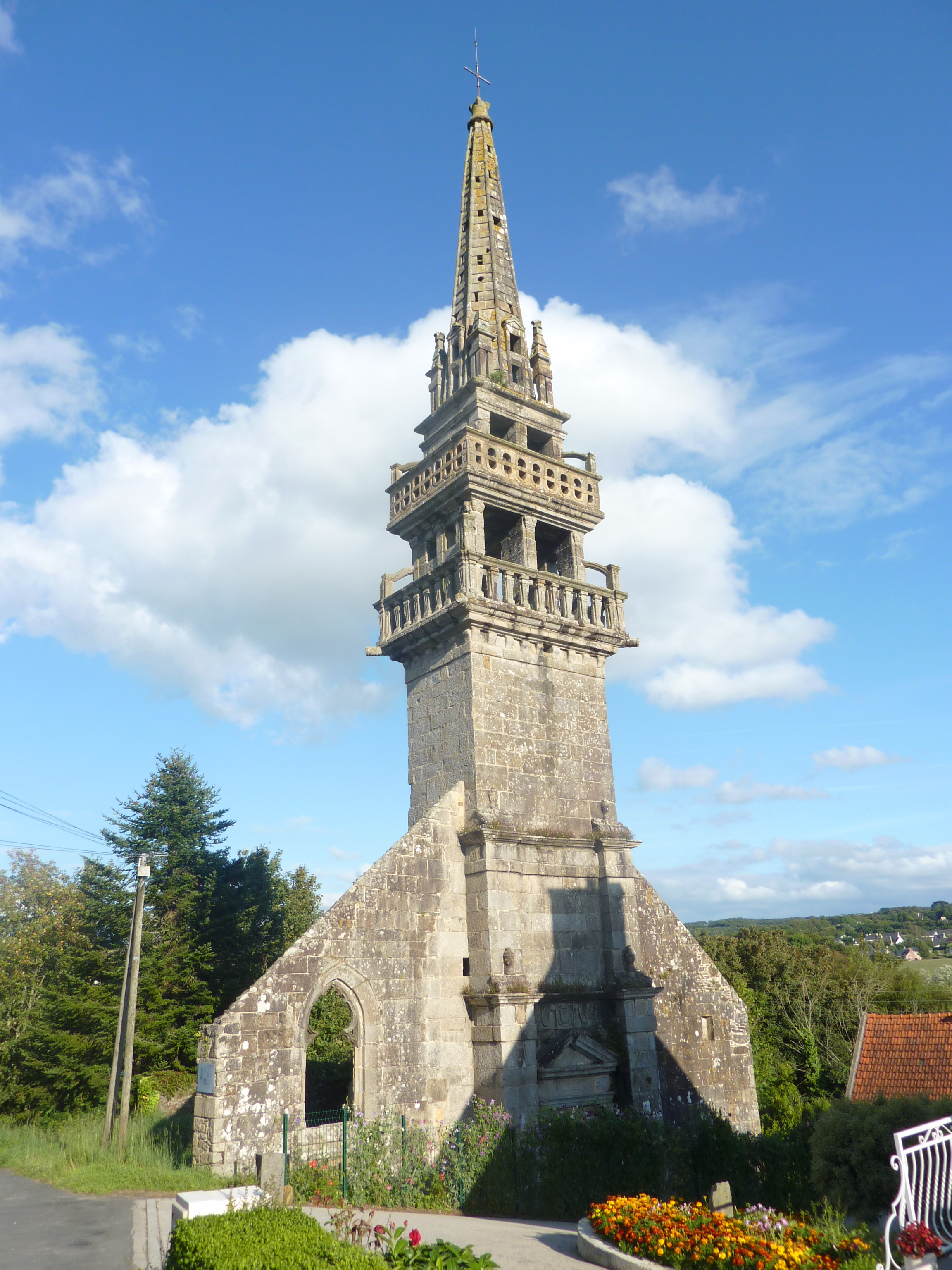
Glockenturm der Kirche Sainte-Beuzit
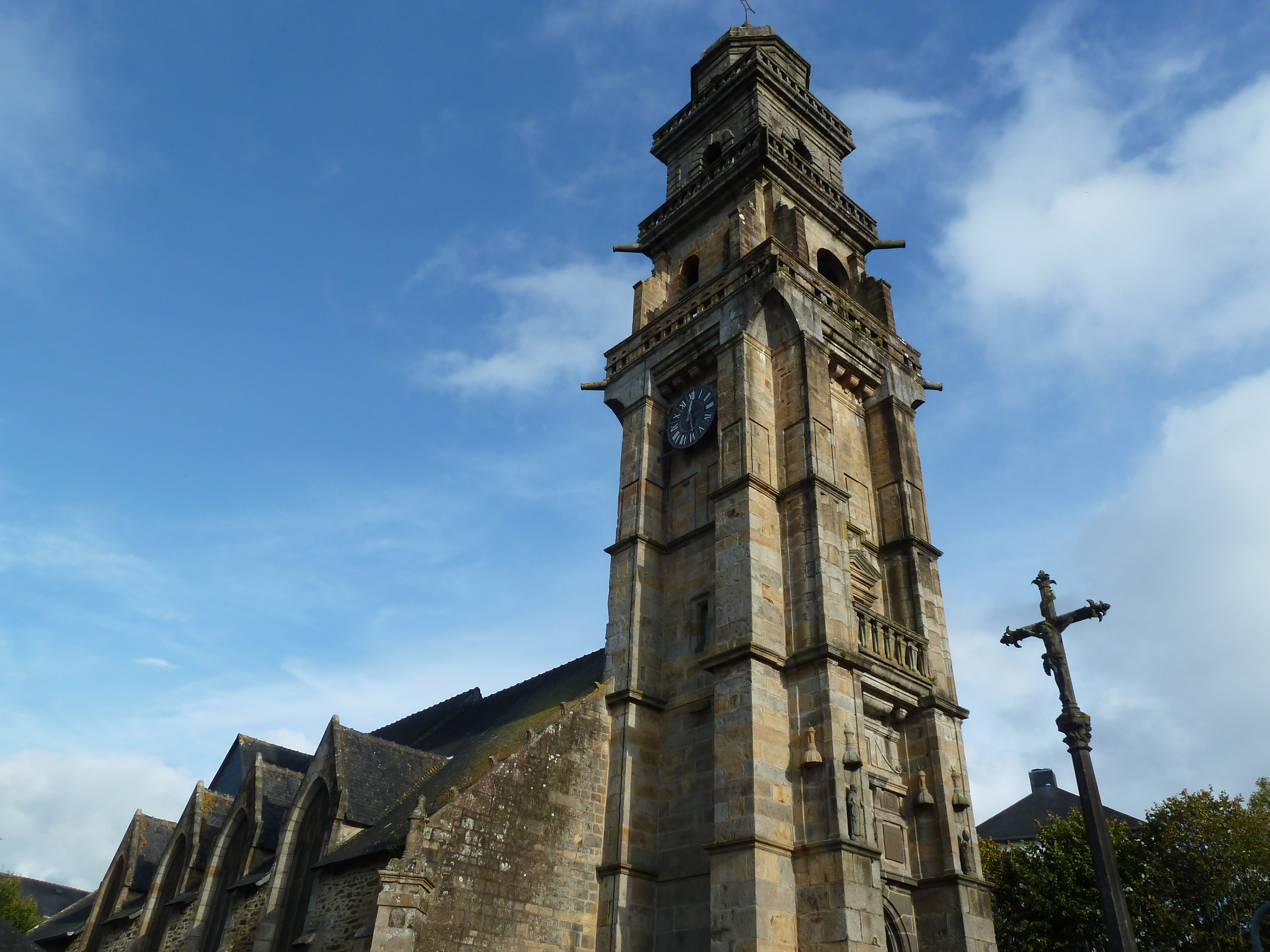
Kirche Saint-Thomas-de-Cantorbéry
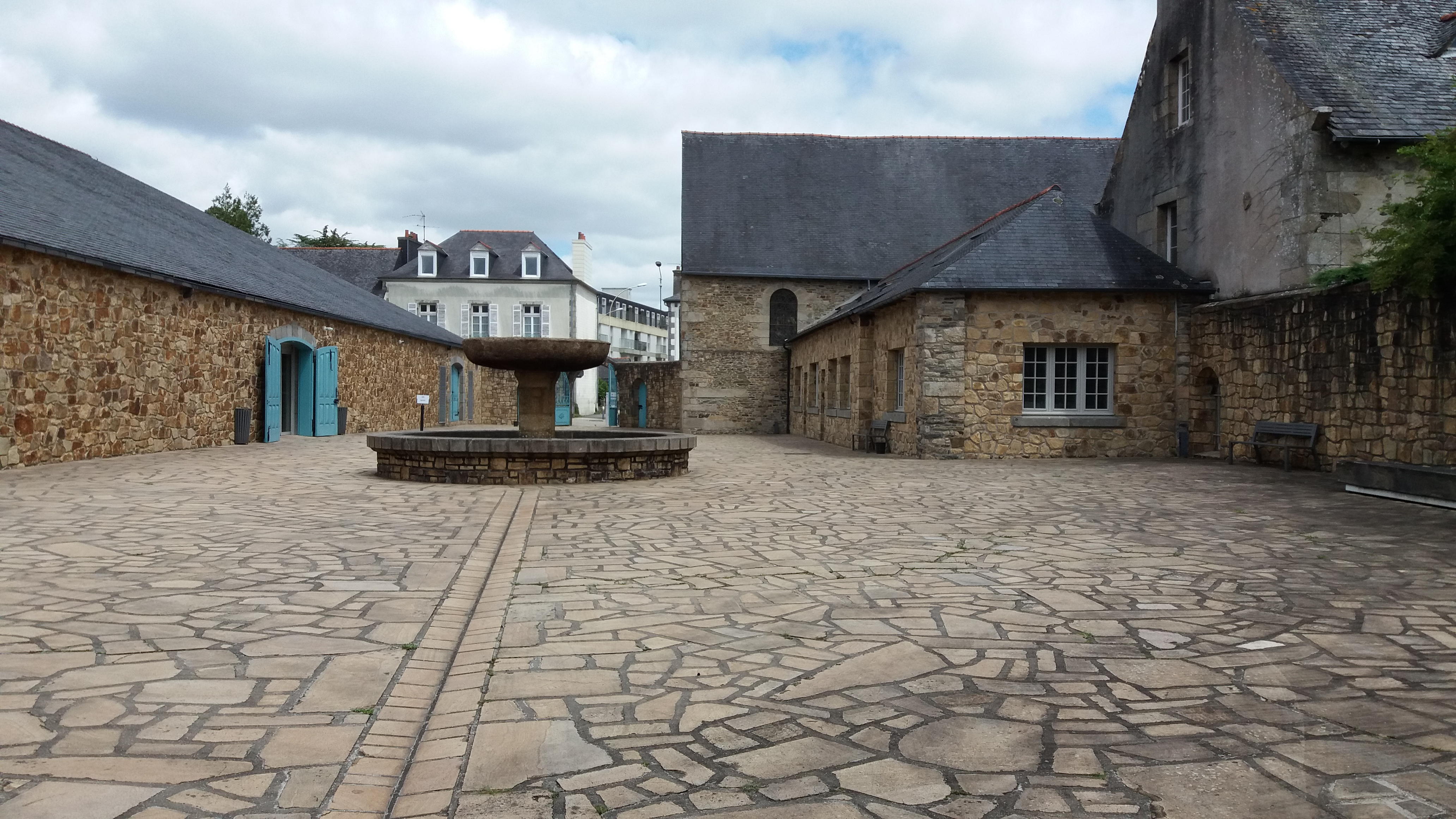
Innenhof des ehemaligen Kapuzinerklosters
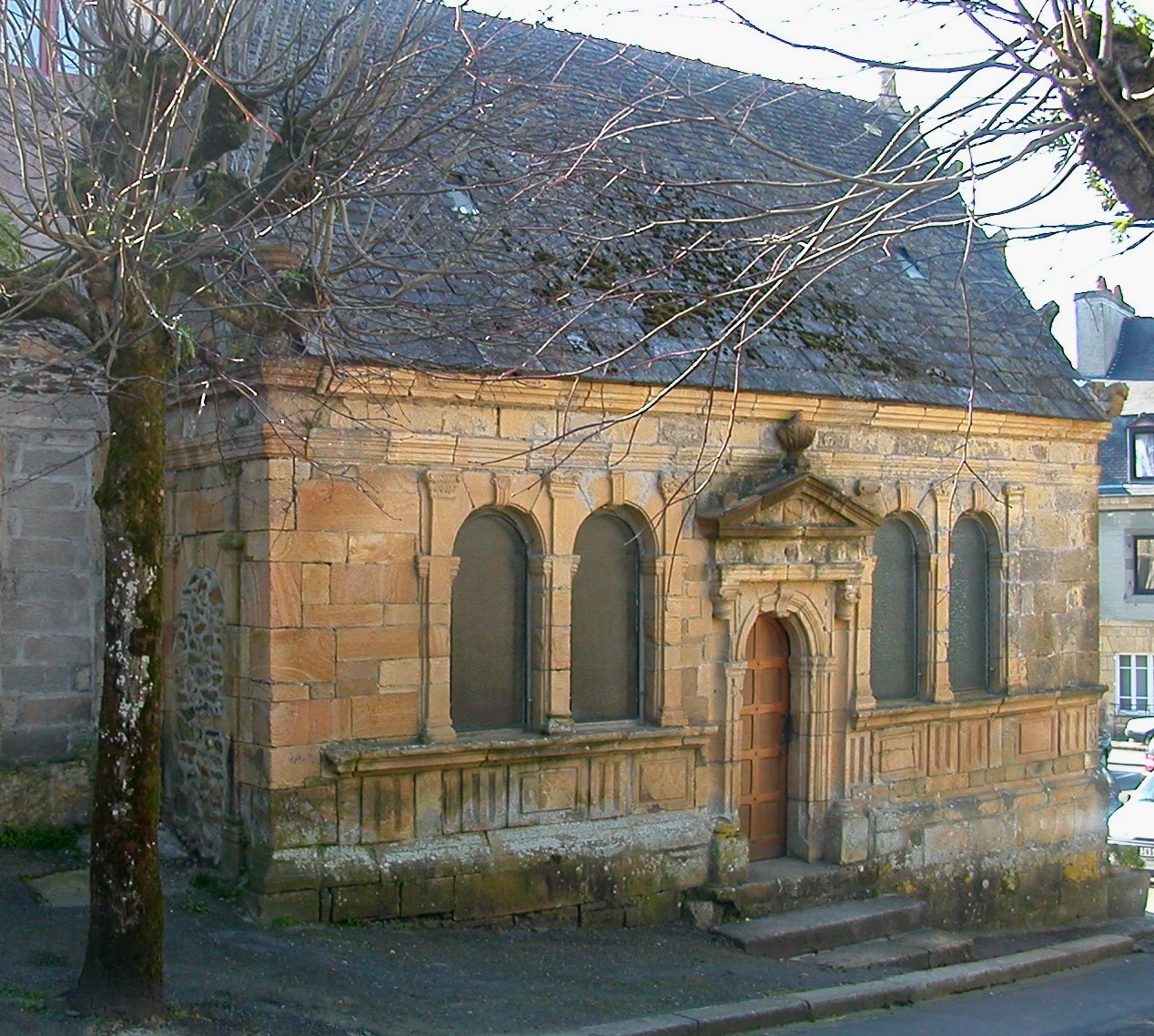
Ehemaliges Beinhaus Saint-Thomas
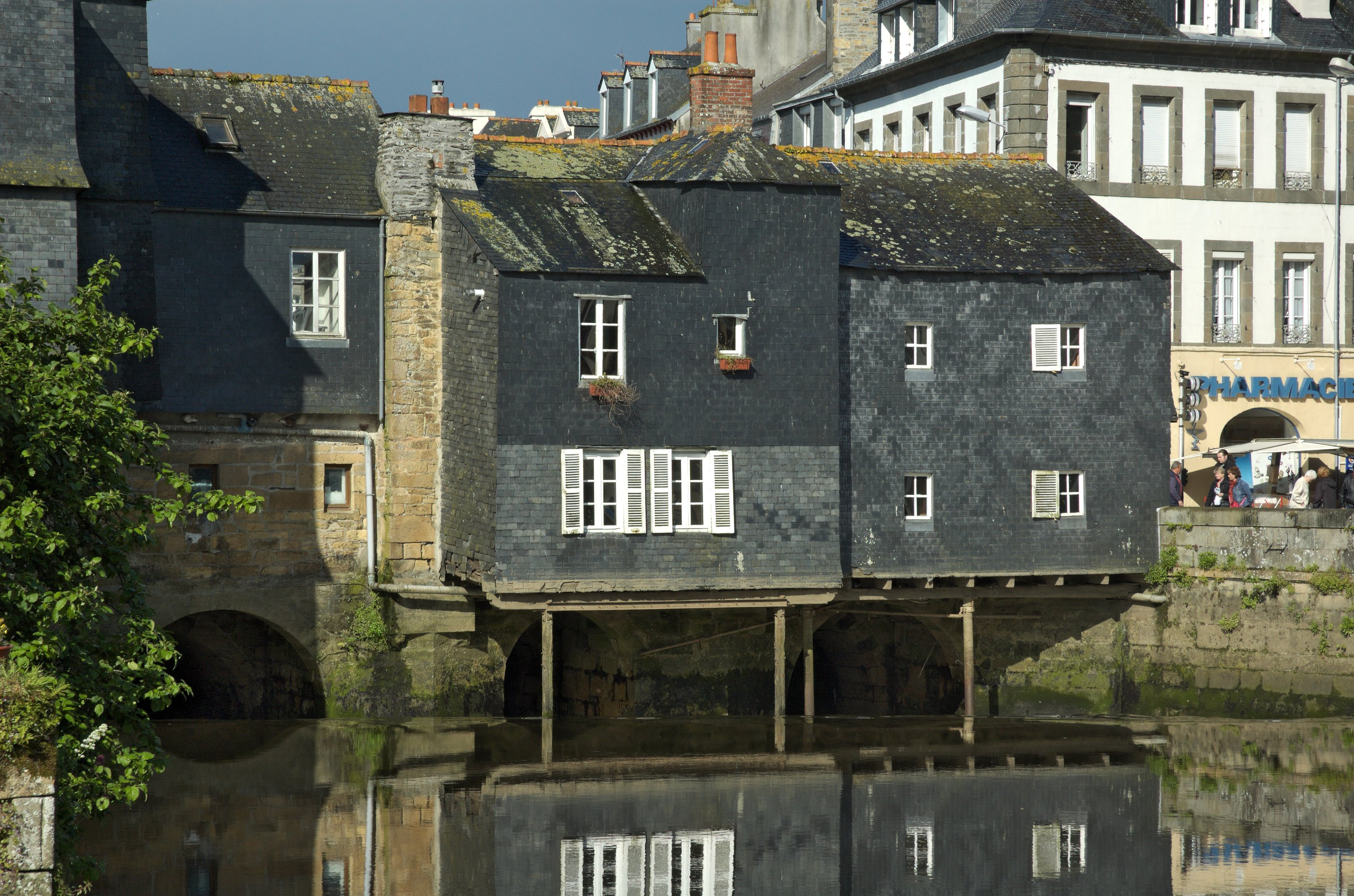
Pont de Rohan
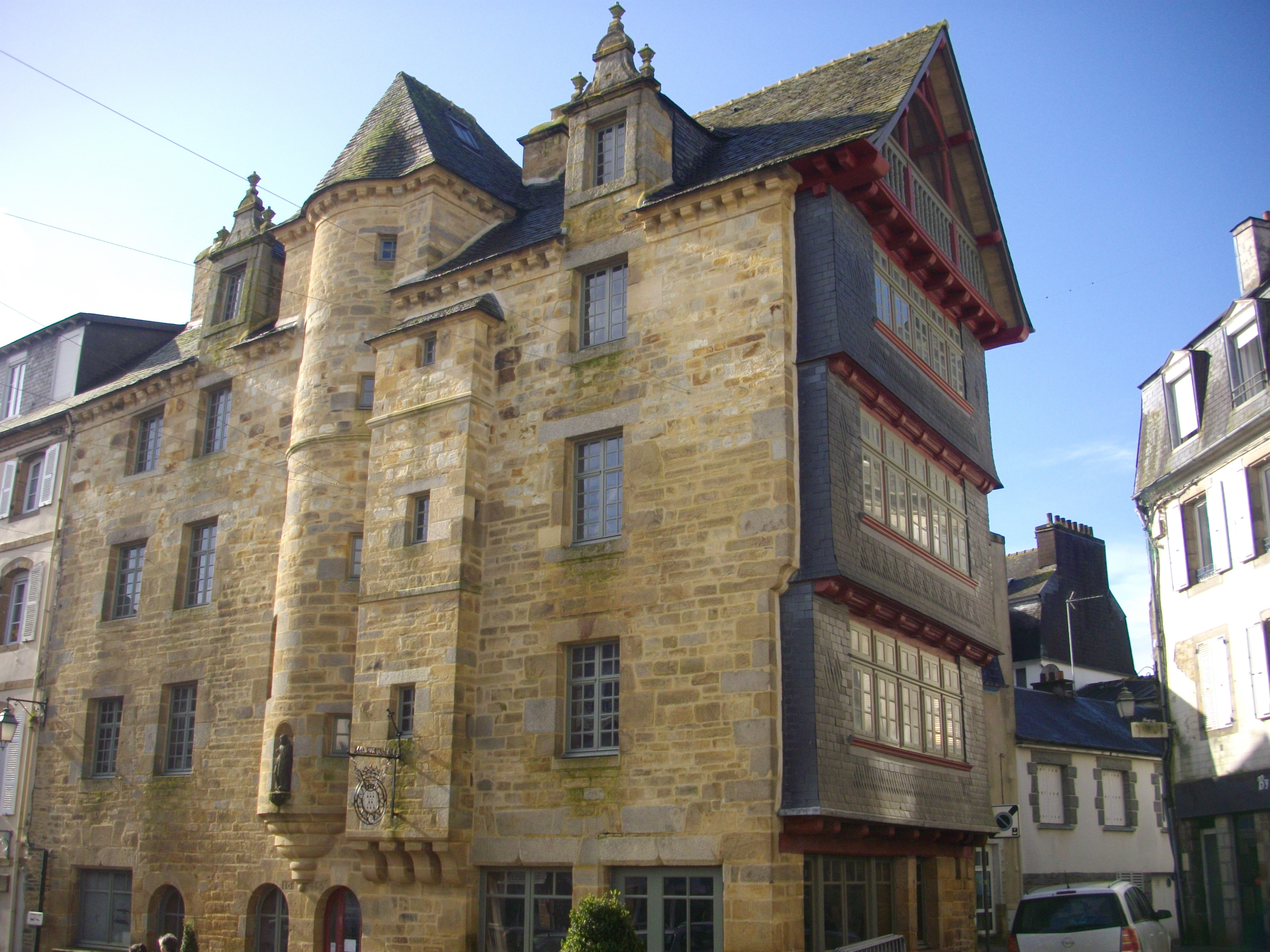
Haus der Herzogin Anne, erbaut 1664
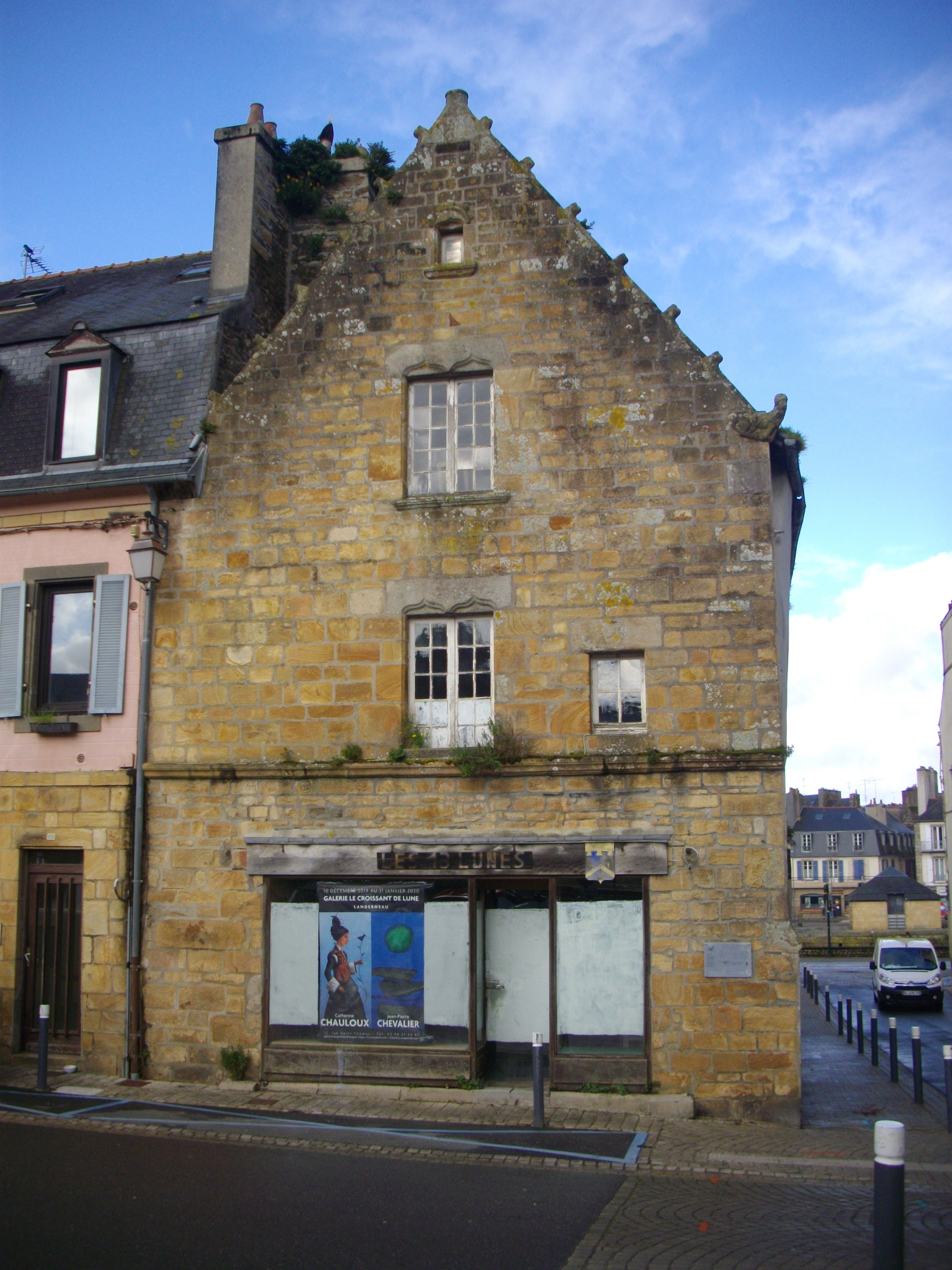
Haus der „dreizehn Monde“
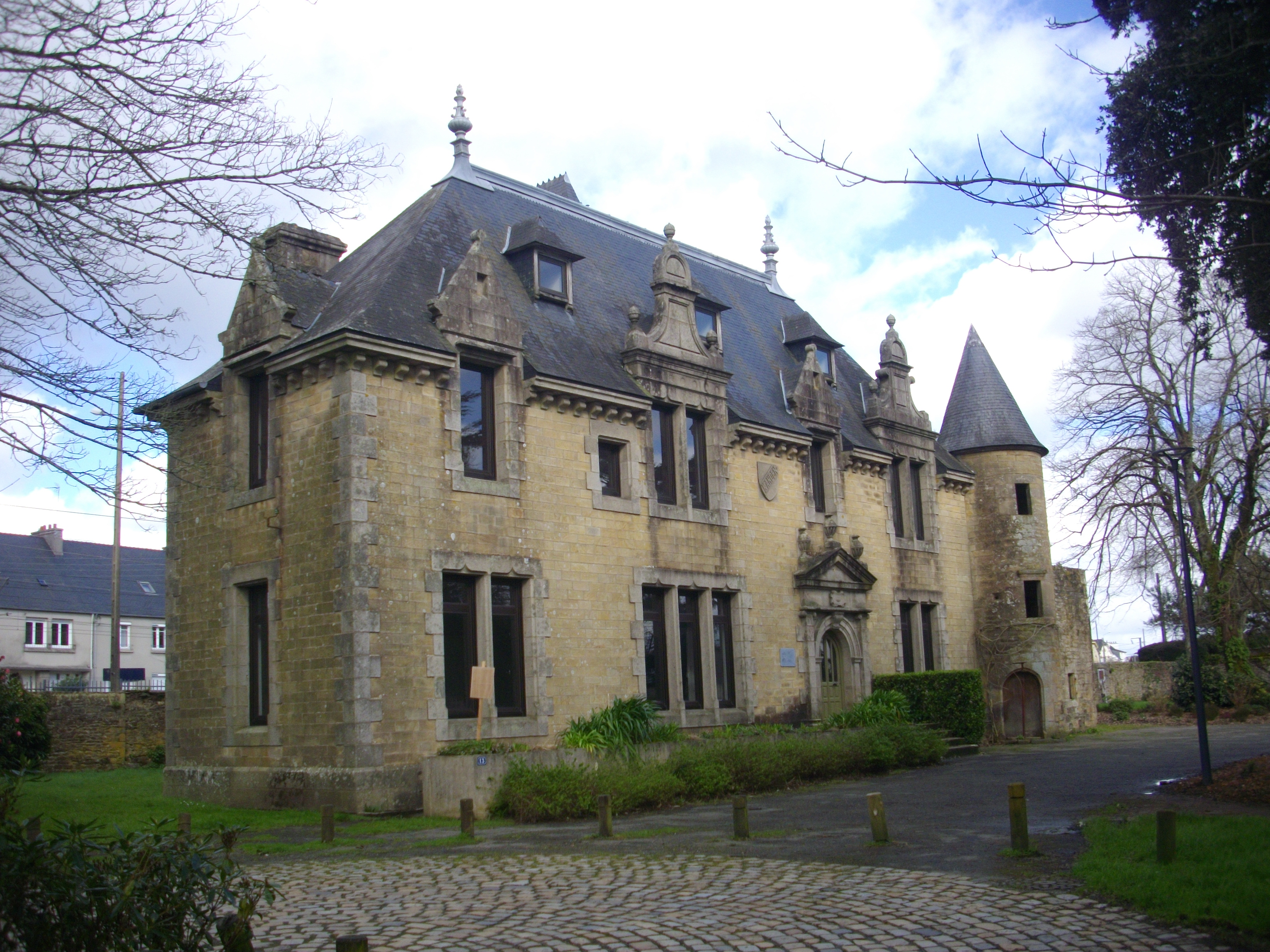
Herrenhaus Keranden

## Verkehr
Die Departementsstraße 770, die ehemalige Route nationale 170, von Brignogan-Plages nach Quimper durchquert das Gemeindegebiet von Nord nach Süd und verbindet es im Norden mit Ploudaniel, im Süden mit Dirinon. Außerdem bindet sie die Stadt an die außerhalb des Gemeindegebiets verlaufende autobahnähnlichen Route nationale 12 von Paris nach Brest an. Die Departementsstraße 712, die Trasse der ehemaligen Route nationale 12, durchquert das Gemeindegebiet von Ost nach West und verbindet es mit Brest im Westen und mit Landivisiau im Osten. Die Departementsstraße 764, die ehemalige Route nationale 164, von Landerneau nach Carhaix-Plouguer verlässt das Gemeindegebiet in südöstlicher Richtung und verbindet es mit Sizun über La Roche-Maurice.

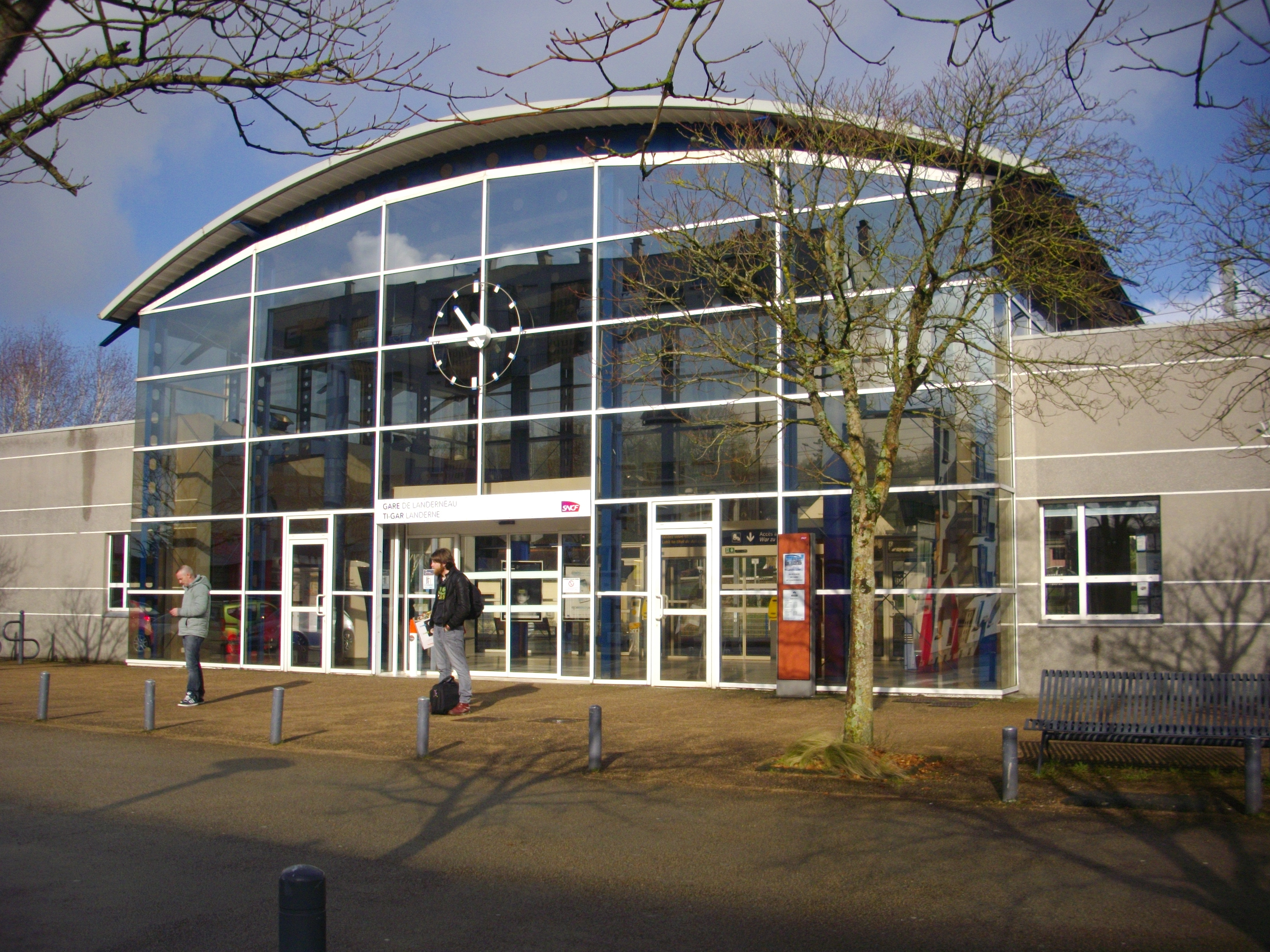
Bahnhofsgebäude

Busse zweier Linien der regionalen Transportgesellschaft BreizhGo starten im zentralen Busbahnhof von Landerneau und verbinden die Gemeinde mit Lesneven bzw. mit Daoulas.
Das lokale Busnetz „Trans Elorn Tourisme“ (TET) betreibt sechs Linien, die von Montag bis Samstag Personen innerhalb von Landerneau und von und nach Plouédern befördern.
Die Gemeinde besitzt einen Bahnhof an der Bahnstrecke von Paris-Montparnasse nach Brest und an der Bahnstrecke von Landerneau nach Quimper. Züge des TER Bretagne verbinden die Gemeinde mit Brest, mit Rennes über Morlaix und mit Quimper. TGV-Züge der Marke „TGV inOui“ der SNCF zwischen Paris-Montparnasse und Brest halten ausnahmsweise und saisonal auch in Landerneau. Die Fahrzeit beträgt etwa vier Stunden von und nach Paris.

## Städtepartnerschaften
Landerneau ist durch Städtepartnerschaften verbunden mit:
- Hünfeld, Hessen, seit 1968
- Provinz Bam, Burkina Faso, seit 1977
- Mioveni, Rumänien, seit 1989
- Caernarfon, Wales, seit 1992

2011 erhielt die Stadt zusammen mit ihrer deutschen Partnerstadt Hünfeld den Europapreis des Europarates für ihre herausragenden Bemühungen um die Europäische Integration.

## Persönlichkeiten
- Pol Potier de Courcy (1815–1891), Historiker und Genealoge
- Jean-Louis Rolland (1891–1970), Politiker und Résistant, langjähriger Bürgermeister
- Frank Henry (1892–1914), Radrennfahrer
- Édouard Leclerc (1926–2012), Unternehmer, Gründer der Supermarktkette E.Leclerc
- Pauline Deltour (1983–2021), Designerin, Produktgestalterin, Architektin
- Perrig Quéméneur (* 1984), Radrennfahrer
- Romain Jouan (* 1985), Tennisspieler
- Romain Thomas (* 1988), Fußballspieler
- Aude Biannic (* 1991), Radrennfahrerin